# Jean Guillaume Auguste Lugol
Jean Guillaume Auguste Lugol (Montauban, 18 de agosto de 1788 – Neuilly-sur-Seine, 16 de setembro de 1851) foi um médico francês.

## Biografia
Nascido em Montauban, Lugol estudou medicina em Paris e graduou-se em 1812. Em 1819 foi trabalhar no Hôpital Saint-Louis onde ficou até sua aposentadoria. Faleceu em Neuilly-sur-Seine, em 1851.
Lugol se interessou pela tuberculose e apresentou um trabalho à Academia francesa de ciências em Paris, no qual defendia a utilização do ar fresco, dos exercícios físicos, banhos frios e medicamentos.
Sugeriu que sua solução de lugol poderia ser utilizada no tratamento da tuberculose. Esta proposta suscitou grande interesse na época. Embora ineficaz para a tuberculose, a solução de Lugol foi utilizada com sucesso no tratamento do hipertireoidismo por Henry Stanley Plummer.
A solução de Lugol é também utilizada como corante em endoscopia digestiva : é absorvida pelas células normais do esôfago. As regiões que não absorvem o corante são anormais e este tipo de biópsia permite facilitar a detecção do câncer do esôfago em grupos de alto risco.